# Echinopepon jaliscanus
Echinopepon jaliscanus là một loài thực vật có hoa trong họ Cucurbitaceae. Loài này được Rose mô tả khoa học đầu tiên năm 1897.